# Magyar Filmszemle
A Magyar Filmszemle Magyarország legrangosabb filmfesztiválja. 1965 és 1989 között Magyar Játékfilmszemle volt a hivatalos neve. Pécs 1983-ig adott otthont a rendezvénynek, ekkor költözött Budapestre.
2012-ig minden év február első hetében, közvetlenül a Berlinale előtt rendezték meg.

## Története

### 1965–2012
Az első Magyar Filmszemlét Pécsett tartották meg 1965 november 10-14 között (akkor még Magyar Játékfilmszemle néven), ahol az előző év magyar játékfilmeket mutatták be. A korabeli magyar filmgyártást a különböző állami filmstúdiók irányították. A filmeket így az egyes stúdiók vezetői nevezték be a Játékfilmszemlére.
Az első szemle nyitófilmje a Németh László regényéből Hintsch György által rendezett Iszony című film volt.
A Játékfilmszemlének 1976-tól 1983-ig felváltva Pécs és Budapest adott helyet, 1983 után Budapest lett a találkozó házigazdája, minden év februárjának első hetében. Az időpont kiválasztását a Berlini Filmfesztiválhoz igazították.
Az eddigi utolsó, 2012. februárban „dacból, csakazértis megrendezett »fapados filmszemlét« Jancsó Miklós nyitotta meg. Ezen a filmszemlén már nem volt verseny, díjakat sem osztottak.

### 2013–2024
2013-ban finanszírozási gondok miatt egyetlen alkotás sem készült el, így elmaradt a filmszemle, ahogy 2014-ben is.
A Magyar Filmművészek Szövetségének Elnöksége 2014. január 28-án rövid nyilatkozatában sajnálattal közölte, hogy ismét nem tudja megrendezni a Magyar Filmszemlét, mely pedig fél évszázadon át a magyar film ünnepe volt.
„Ez a hagyomány az utóbbi két évben kényszerűen megszakadt.
Mi, akik felelősséget érzünk a magyar film jövőjéért, aggodalmunkat fejezzük ki a helyzettel kapcsolatban. Bízunk és hiszünk abban, hogy eljön az idő, amikor újra találkozhatunk barátainkkal, nézőinkkel a Magyar Filmszemlén.” – fejeződik be a nyilatkozat.

### 2025–
A Magyar Filmszövetség vezetése dr. Muhi András elnök javaslatára úgy határozott, hogy 13 év szünet után, 2025. februárjában újra megrendezi a Magyar Filmszemlét. A szemle ismét verseny lesz, 8 kategóriában adnak át díjakat, illetve a szemle fődíját is átadják.

## A Filmszemle fődíjas játékfilmjei
A Magyar Filmszemle fennállása alatt 37 magyar játékfilm kapott fődíjat. 1987-ig két kivétellel (Kovács András Nehéz emberek és Sára Sándor Bábolna c. dokumentumfilmje) csak játékfilmek kaptak fődíjat, 1987-ben azonban már megosztott díjat kapott Sára Sándor dokumentumfilmje, a  Keresztúton és Rózsa János játékfilmje. 1988-tól dokumentumfilm kategóriában is osztottak ki fődíjat, így 1989-ben Magyar Játékfilmszemléről Magyar Filmszemlére változtatták a rendezvény nevét. 2011-ig 5 évben nem volt Filmszemle (a 70-es évek elején csak 3 évente tartották meg, 1991-ben pedig elmaradt), 6 alkalommal nem volt díjazás, 2 alkalommal nem adtak át fődíjat, és 1988-tól 2 alkalommal nem osztottak ki játékfilm kategóriában díjat.
Az alábbiakban a 37 fődíjat nyert magyar játékfilm és a filmek rendezőinek listája látható.
| Év                               | Film                                | Rendező                       | Forrás               |
| -------------------------------- | ----------------------------------- | ----------------------------- | -------------------- |
| 1965                             | Húsz óra                            | Fábri Zoltán                  | [ 11 ] [ 12 ]        |
| 1965                             | A tizedes meg a többiek             | Keleti Márton                 | [ 13 ] [ 12 ]        |
| 1965                             | Így jöttem                          | Jancsó Miklós                 | [ 14 ] [ 12 ]        |
| 1966                             | Szegénylegények                     | Jancsó Miklós                 | [ 15 ] [ 12 ]        |
| 1967                             | Hideg napok                         | Kovács András                 | [ 16 ] [ 12 ]        |
| 1968                             | Falak                               | Kovács András                 | [ 17 ] [ 12 ]        |
| 1969                             | Feldobott kő                        | Sára Sándor                   | [ 18 ] [ 12 ]        |
| 1970                             | Virágvasárnap                       | Gyöngyössy Imre               | [ 19 ] [ 12 ]        |
| 1971                             | Nem volt szemle                     | Nem volt szemle               | [ 12 ]               |
| 1972                             | Nem volt szemle                     | Nem volt szemle               | [ 12 ]               |
| 1973                             | Fotográfia                          | Zolnay Pál                    | [ 20 ] [ 12 ]        |
| 1974                             | Nem volt szemle                     | Nem volt szemle               | [ 12 ]               |
| 1975                             | Nem volt szemle                     | Nem volt szemle               | [ 12 ]               |
| 1976                             | Nem volt díjazás                    | Nem volt díjazás              | [ 21 ] [ 22 ] [ 12 ] |
| 1977                             | Nem volt díjazás                    | Nem volt díjazás              | [ 21 ] [ 22 ] [ 12 ] |
| 1978                             | Nem volt díjazás                    | Nem volt díjazás              | [ 21 ] [ 22 ] [ 12 ] |
| 1979                             | Nem volt díjazás                    | Nem volt díjazás              | [ 21 ] [ 22 ] [ 12 ] |
| 1980                             | Nem volt díjazás                    | Nem volt díjazás              | [ 21 ] [ 22 ] [ 12 ] |
| 1981                             | Nem osztották ki a fődíjat          | Nem osztották ki a fődíjat    | [ 23 ] [ 12 ]        |
| 1982                             | Mephisto                            | Szabó István                  | [ 24 ] [ 12 ]        |
| 1983                             | Szerencsés Dániel                   | Sándor Pál                    | [ 25 ] [ 12 ]        |
| 1984                             | Napló gyermekeimnek                 | Mészáros Márta                | [ 26 ] [ 12 ]        |
| 1985                             | Redl ezredes                        | Szabó István                  | [ 27 ] [ 12 ]        |
| 1986                             | Nem játékfilm kapta a fődíjat       | Nem játékfilm kapta a fődíjat | [ 8 ] [ 12 ]         |
| 1987                             | Csók, Anyu                          | Rózsa János                   | [ 9 ] [ 12 ]         |
| 1988                             | Nem osztották ki a fődíjat          | Nem osztották ki a fődíjat    | [ 28 ]               |
| 1989                             | Eldorádó                            | Bereményi Géza                | [ 29 ]               |
| 1990                             | Nem osztották ki a fődíjat          | Nem osztották ki a fődíjat    | [ 10 ] [ 30 ]        |
| 1991                             | Nem volt szemle                     | Nem volt szemle               |                      |
| 1992                             | Nem volt díjazás                    | Nem volt díjazás              | [ 31 ]               |
| 1993                             | Gyerekgyilkosságok                  | Szabó Ildikó                  | [ 32 ]               |
| 1994                             | Woyzeck                             | Szász János                   | [ 33 ]               |
| 1994                             | Vasisten gyermekei                  | Tóth Tamás                    |                      |
| 1995                             | A részleg                           | Gothár Péter                  | [ 34 ]               |
| 1996                             | Haggyállógva, Vászka                | Gothár Péter                  | [ 35 ]               |
| 1997                             | Hosszú alkony                       | Janisch Attila                | [ 36 ]               |
| 1997                             | Csinibaba                           | Tímár Péter                   |                      |
| 1998                             | Szenvedély                          | Fehér György                  | [ 37 ]               |
| 1999                             | Nem osztották ki a fődíjat          | Nem osztották ki a fődíjat    | [ 38 ] [ 39 ]        |
| 2000                             | Glamour                             | Gödrös Frigyes                | [ 40 ]               |
| 2000                             | Kelj fel Jancsi                     | Fonyó Gergely                 |                      |
| 2001                             | Werckmeister harmóniák              | Tarr Béla                     | [ 41 ]               |
| 2002                             | Chico                               | Fekete Ibolya                 | [ 42 ]               |
| 2003                             | Magyar szépség                      | Gothár Péter                  | [ 43 ]               |
| 2004                             | Másnap                              | Janisch Attila                | [ 44 ]               |
| 2005                             | Fekete kefe                         | Vranik Roland                 | [ 45 ]               |
| 2006                             | Taxidermia                          | Pálfi György                  | [ 46 ]               |
| 2007                             | Iszka utazása                       | Bollók Csaba                  | [ 47 ]               |
| 2007                             | Konyec – Az utolsó csekk a pohárban | Rohonyi Gábor                 |                      |
| 2008                             | Delta                               | Mundruczó Kornél              | [ 48 ]               |
| 2009                             | Utolsó Idők                         | Mátyássy Áron                 | [ 49 ]               |
| 2010                             | Bibliothèque Pascal                 | Hajdu Szabolcs                | [ 50 ]               |
| 2011                             | Pál Adrienn                         | Kocsis Ágnes                  | [ 51 ]               |
| 2012                             | Nem volt díjazás                    | Nem volt díjazás              |                      |
| 2013–2024 között nem volt szemle |                                     |                               |                      |
| 2025                             | Magyarázat mindenre                 | Reisz Gábor                   | [ 52 ]               |